# Reiya
 (décembre 2019).
Si vous disposez d'ouvrages ou d'articles de référence ou si vous connaissez des sites web de qualité traitant du thème abordé ici, merci de compléter l'article en donnant les références utiles à sa vérifiabilité et en les liant à la section « Notes et références ».
Reiya est un prénom japonais signifiant rei, âme ou esprit et ya, vallée. Donc, littéralement, « esprit de la vallée ».
Équivalent japonais du prénom Léa[réf. nécessaire].

## Personnalités portant ce prénom
- Pour l'ensemble des articles sur les personnes portant ce prénom, consulter :
  - la liste des articles dont le titre commence par ce prénom
  - les listes produites par Wikidata : Liste des personnes de prénom « Reiya » — même liste en incluant les éventuels prénoms composés qui contiennent « Reiya ».